# 미러리스 렌즈 교환식 카메라

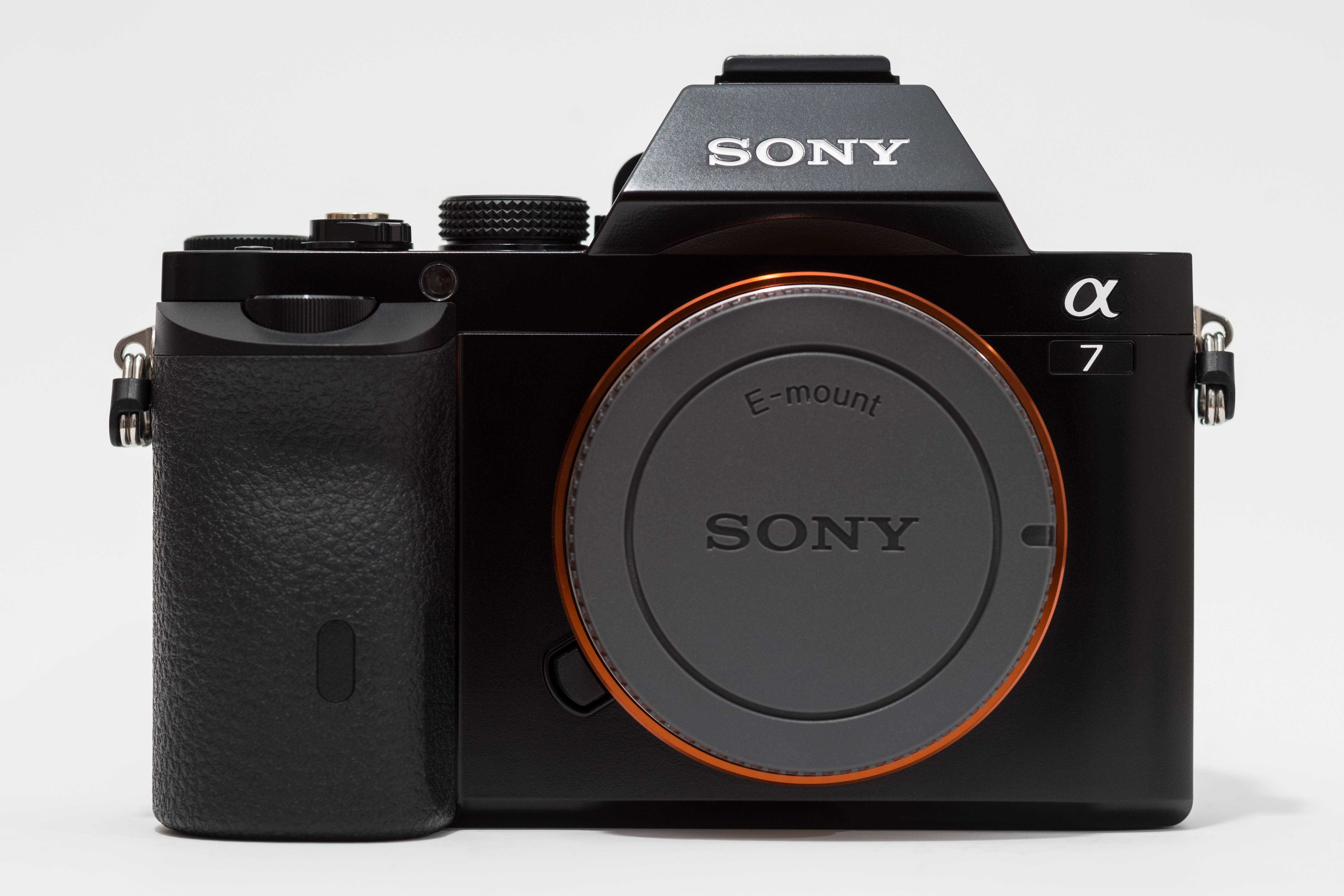
최초의 풀프레임 미러리스 소니 A7

미러리스 렌즈 교환식 카메라(영어: mirrorless interchangeable lens camera (MILC), electronic viewfinder interchangeable lens (EVIL), micro/digital Interchangeable Lens system camera) 또는 미러리스 카메라(영어: mirrorless camera)는 기존의 디지털 일안 반사식 카메라(DSLR)에서 미러와 광학식 뷰파인더를 전자식 시스템으로 간소화한 형태의 렌즈교환식 카메라이다.
2008년 8월 5일, 파나소닉과 올림푸스가 포서드와 그 규격을 같이하는 마이크로 포서즈 시스템(Micro Four Thirds System, μ4/3)을 공개한 것이 시초이다. 마이크로 포서즈는 기존의 포서즈와 같은 센서를 차용하나, 미러와 광학식 구동계를 삭제하고, 렌즈와 촬상면 센서 사이의 거리를 줄임으로써 부피와 무게를 줄일 수 있었다.
기존의 DSLR 카메라는 미러박스와 펜타프리즘을 필요로 하기 때문에 소형 경량화에 한계가 있는데, 미러리스는 소형, 경량화의 트렌드에 따라서, 기술적으로 전자식으로 교체 가능한 모든 부품을 교체한 것을 기본으로 한다.

## 역사
2013년에 미러리스 시스템 카메라는 전체 카메라 시장에서 약 5%를 구성하였다. 2015년에는 미국 외 시스템 카메라 판매량 중 26%를 차지하였으며 미국 내에서는 16%를 차지하였다.
2004~2008년. 상업적으로 마케팅된 최초의 미러리스 카메라는 2004년에 출시된 엡손 R-D1이며 그 뒤로 라이카 M8(2006년 9월에 출시되었으나 실제로 미러리스 카메라가 아닌 거리계 연동 카메라였음)가 잇따라 출시되었다. 마이크로 포서즈 시스템 최초의 카메라 파나소닉 루믹스 DMC-G1는 2008년 10월 일본에서 출시되었다.

## 미러리스의 특징
미러리스를 표현하는 여러 가지 단어를 보면 미러리스의 특징을 바로 알 수 있다
또한 아래에 설명된 특징은 모든 미러리스의 공통점이다
- mirrorless interchangeable lens camera (MILC),
  - 렌즈 교환을 통해서 다양한 화각을 구사 할 수 있다. 이부분은 SLR의 특징을 이어 받은 것이다.

- electronic viewfinder interchangeable lens (EVIL),
  - 모든것이 전자식이다.
  - 기존의 광학식 뷰 파인더는 SLR의 특징에 따라서 필름이나 센서의 크기에 따라 미러와 뷰파인더의 크기가 결정되었기 때문에  뷰파인더의 크기가 작았지만 이런 과정을 모두 전자식으로 처리하는 미러리스는 뷰 파인더를 큰 화면으로 대체 할 수 있다. 그래서 뷰파인더가 후면 LCD 로 대체 하였다.
  - 광학식 뷰 파인더에 익숙한 사용자를 위해 별도의 전자식 뷰 파인더 장착도 가능해졌다.
  - 이런 모든 과정이 라이브 뷰 (Live View )화 되기 때문에 사진에 기록되기전의 이미지를 그대로 실시간 촬영이 가능하다.

## 장점
- 미러와 펜타프리즘을 제거하기 때문에 무게와 부피 면에서 상당한 경량화가 가능하다. 다른 무엇보다도 큰 장점이다. DSLR카메라도 폭과 높이는 어느 정도 줄일 수 있으나, 미러박스의 존재 때문에 두께는 줄일 수 없고, 이것이 소형화에 한계가 생기는 원인이다. 그러나, 미러가 없는 미러리스는 두께까지 동시에 줄일 수 있다.
- 미러의 제거로 플랜지백이 짧아지기 때문에, 상대적으로 플랜지 백이 큰 기존의 SLR 카메라용 렌즈는 물론 기존 DSLR 카메라에서 사용할 수 없었던 RF카메라용 렌즈도 렌즈의 마운트 변환 어댑터를 통해 사용할 수 있다.
- 백포커스가 짧기 때문에 광각에서의 왜곡이 매우 적다.
- 미러를 제거함으로써 렌즈와 미러의 충돌 가능성을 고려하지 않아도 되기 때문에, 광각렌즈들의 고가의 레트로포커스 타입 렌즈 설계가 불필요해진다. 더불어 광각렌즈의 부피 역시 줄일 수 있다. 단, 초광각렌즈 쪽으로 가면 부피를 줄이는 데에 한계가 있다.
- 기계적 요소가 제거됨으로써 미러쇼크 같은 충격과 동시에 발생하던 소음이 없다. 다만 물리적인 셔터를 탑재하는 것은 DSLR과 동일하기 때문에 셔터음까지 없어진 것은 아니다. 그러나, 전자셔터를 채용하여 완전한 무음 셔터를 실현한 기종들이 늘어 가고 있다.

## 단점
- 2013년 12월을 기준으로 DSLR 제품군과 비슷한 수준의 폭 넓은 렌즈 선택권을 제공하고 있다. 하지만 소니의 칼자이스 렌즈와 파나소닉의 라이카렌즈를 제외하곤, 최상급 렌즈군은 여전히 부족하다. 2013년 12월 이후 올림푸스의 프로 렌즈군, 칼 자이스에서 내놓은 투잇, 오터스, 바티스 시리즈 등 수많은 최상급 렌즈가 발매되어 2015년 12월 기준으로는 더 이상 최상급 렌즈군이 부족하지 않다.
- 이는 짧은 플랜지백으로 인해 망원렌즈의 설계가 어렵다는 단점이 제기되나, 이는 소형화라는 미러리스에는 비대하고 무거운 망원렌즈는 전략적으로 좋은 방식이 아니기 때문이며, 2015년에 올림푸스에 300mm/f4(환산 600mm) 렌즈가 출시 예정이다. (플랜지백이 짧다고 해서 망원렌즈의 설계가 어려워질 수는 없다. 단지 짧은 플랜지백이 의미가 없게 될 뿐이다.)
- 미러를 없애면서 AF식을 콤팩트 카메라에서 쓰는 촬상면 컨트라스트 검출식 AF방식으로 채용했다. 현재로써는 그 속도면에서 DSLR에 크게 뒤떨어지지는 않으나, 여전히 물리적인 AF 시스템을 뛰어넘지는 못하고 있다. 그러나 몇몇카메라는 대다수의 DSLR을 압도하는 AF와 동체추적을 가지고 있다. 대표적으로 소니의 A6000
- 미러를 사용하지 않으므로 렌즈와 연동되는 광학식 뷰파인더가 없다. 현재로써는 이를 보완하기 위해 상급기종들의 경우 전자식 뷰파인더를 탑재하여 출시하는 경우가 많으며, 전자식 뷰 파인더 외의 파인더로는 후지필름의 미러리스 카메라에 탑재된 하이브리드 뷰파인더(전자식 + 갈릴레안식)가 있다.
- 대다수가 LCD를 통해 피사체를 보고 촬영하기에 배터리 소모가 굉장히 심하다.
- 불편한 그립감으로 인해 안정적인 파지가 힘들며 이는 사진의 결과물에도 영향을 미친다. 이는 사이즈가 큰 상위기종들이나 보조 그립이 옵션으로 제공되는 미러리스 기종들에는 해당되지 않는 설명이다.
- 햇빛이 강한 대낮 야외 촬영시 LCD가 잘 보이지 않는 경우가 발생한다. 이 문제 때문에 전자식 뷰파인더(EVF)가 사용되는 것이다.

## 미러리스 카메라 제품군

### 라이카 T 타입
1,630만 화소 APS-C를 탑재한 라이카의 미러리스 렌즈 교환식 카메라. 어댑터를 통해 M 렌즈 6비트 코드를 인식하고, 사용할 수 있으며, 별도의 라이카 T 마운트를 사용한다.
라이카 T 타입

### 마이크로 포서즈 라인
센서 규격이 기존 포서즈와 같다. 현재 OM 디지털 솔루션즈(구 올림푸스)와 파나소닉에서 다양한 바디와 가장 많은 종류의 렌즈를 출시 중이다.

#### OM 디지털 솔루션즈(구 올림푸스)
올림푸스 PEN E-P1, 올림푸스 PEN E-P2, 올림푸스 PEN E-PL1, 올림푸스 PEN E-PL2, 올림푸스 PEN E-P3, 올림푸스 PEN E-PL3, 올림푸스 PEN E-PM1, 올림푸스 PEN E-PL5, 올림푸스 PEN E-PM2, 올림푸스 PEN E-P5, 올림푸스 PEN E-PL6, 올림푸스 PEN-F, 올림푸스 PEN E-PL7, 올림푸스 PEN E-PL8, 올림푸스 PEN E-PL9, 올림푸스 PEN E-PL10, 올림푸스 PEN E-P7, 올림푸스 OMD E-M10, 올림푸스 OMD E-M10Ⅱ, 올림푸스 OMD E-M10Ⅲ, 올림푸스 OMD E-M10Ⅳ, 올림푸스 OMD E-M5, 올림푸스 OMD E-M5Ⅱ, 올림푸스 OMD E-M5Ⅲ, OM 디지털 솔루션즈 OM-5, 올림푸스 OMD E-M1, 올림푸스 OMD E-M1Ⅱ, 올림푸스 OMD E-M1X, 올림푸스 OMD E-M1Ⅲ, OM 디지털 솔루션즈 OM-1, OM 디지털 솔루션즈 OM-1Ⅱ

#### 파나소닉
파나소닉 루믹스 DMC-G1, 파나소닉 루믹스 DMC-G10, 파나소닉 루믹스 DMC-G2, 파나소닉 루믹스 DMC-G3, 파나소닉 루믹스 DMC-G5, 파나소닉 루믹스 DMC-G6, 파나소닉 루믹스 DMC-G7, 파나소닉 루믹스 DMC-G85, 파나소닉 루믹스 DC-G9, 파나소닉 루믹스 DC-G95, 파나소닉 루믹스 DC-G100, 파나소닉 루믹스 DC-G9M2, 파나소닉 루믹스 DMC-GF1, 파나소닉 루믹스 DMC-GF2, 파나소닉 루믹스 DMC-GF3, 파나소닉 루믹스 DMC-GF5, 파나소닉 루믹스 DMC-GF6, 파나소닉 루믹스 DMC-GF7, 파나소닉 루믹스 DMC-GF8, 파나소닉 루믹스 DC-GF9, 파나소닉 루믹스 DC-GF10, 파나소닉 루믹스 DMC-GH1, 파나소닉 루믹스 DMC-GH2, 파나소닉 루믹스 DMC-GH3, 파나소닉 루믹스 DMC-GH4, 파나소닉 루믹스 DC-GH5, 파나소닉 루믹스 DC-GH5s, 파나소닉 루믹스 DC-GH5M2, 파나소닉 루믹스 DC-GH6, 파나소닉 루믹스 DC-GH7, 파나소닉 루믹스 DMC-GX1, 파나소닉 루믹스 DMC-GX7, 파나소닉 루믹스 DMC-GX8, 파나소닉 루믹스 DMC-GX85, 파나소닉 루믹스 DC-GX9, 파나소닉 루믹스 DMC-GM1, 파나소닉 루믹스 DMC-GM5

#### 블랙 매직 시네마
영상기기 전문업체인 블랙 매직 시네마에서 출시한 마이크로 포서즈 마운트 영상 기기이다. 스틸컷 보다는 영상 위주의 기능만 집약되어있는 미러리스 카메라다.
블랙매직 포켓 시네마

### 하이브리드 NX 시스템
센서 규격은 APS-C 규격으로 1.5배 크롭이다. 현재 삼성 NX 시스템은 전자식 뷰파인더 장착 모델(고급형)과 비장착 모델(중급형, 보급형)으로 3 종의 제품 라인을 유지하고 있다
삼성 NX1 NX10, NX5, NX11, NX100, NX200, NX210, NX20, NX300, NX1000, NX2000, 갤럭시 NX, NX300M, NX30

#### NX 미니 시스템
센서 규격은 1인치 센서이다. 2014년, 보급형 아래 라인으로 새롭게 등장한 미러리스 시스템이며, 기존 NX 시리즈와 다른 NX mini 마운트를 사용한다.
삼성 NX Mini

### 소니 α 시스템
2013년 10월 20일, 소니는 NEX 브랜드의 종료 및 기존 DSLR/DSLT α라인과의 통합을 발표했다. 발표 이전의 카메라들이 단종 수순을 밟는 대로 소니 카메라는 앞으로 α라는 이름만 쓰게 될 것이다. 우선 α시스템의 센서 규격은 APS-C 규격으로 1.5배 크롭이었으나 2013년 10월 최초의 풀프레임 미러리스인 α7과 α7r을 발표함으로써 풀프레임과 APS-C규격을 동시에 사용하고 있다. 소니 E마운트렌즈를 사용한다. 현재 고급형 중급형 전문가형, 풀프레임 등으로 세분화된 제품등급을 선보이고 있다.

#### 기존 NEX 시스템
소니 NEX-3, 소니 NEX-5, 소니 NEX-C3, 소니 NEX-5N, 소니 NEX-7, 소니 NEX-F3, 소니 NEX-6, 소니 NEX-5R, 소니 NEX-3N, 소니 NEX-5T

#### α시스템
소니 A3000, 소니 A1, 소니 A7/A7R, 소니 A7s, 소니 A5000, 소니 A5100, 소니 A6000, 소니 A6300, 소니 A6500, 소니 A9

### 후지필름 X 시스템
X-트랜스 CMOS 센서로 대표되는 X 시스템은 고해상도의 풀프레임센서만이 좋은 화질을 보여준다는 고정관념을 깬 미러리스 기종이다. 전 기종이 안티 에일리어싱필터를 제거해 선명한 화질을 보장해주는 것이 특징이며, 광학식 뷰파인더와 전자식 뷰파인더를 통합한 하이브리드 뷰파인더 및 후지논 렌즈를 사용하는 것이 장점이다.
후지필름 X-Pro1, 후지필름 X-E1, 후지필름 X-M1, 후지필름 X-A1, 후지필름 X-E2, 후지필름 X-T1, 후지필름 X-Pro2,  후지필름 X-T2

### 캐논 EOS M
캐논은 기존 APS-C센서를 활용했고, 기존의 DSLR과 같은 색감을 내세우면서도, 다운그레이드를 거의 하지 않은 채 출시되었다.
캐논 EOS-M, 캐논 EOS-M2, 캐논 EOS-M3 캐논 EOS-M5, 캐논 EOS-M6, 캐논 EOS-M10, 캐논 EOS-M50, 캐논 EOS-M100

### 캐논 EOS R 시스템
캐논은 기존 풀프레임 센서를 활용했고, 기존의 DSLR과 같은 색감을 내세우면서도, 다운그레이드를 거의 하지 않은 채 출시되었다.
캐논 EOS R, 캐논 EOS RP, 캐논 EOS R5, 캐논 EOS R6, 캐논 EOS R5c

### 니콘 1 시리즈
새로운 센서 규격으로 풀프레임 대비 2.7배 크롭으로 비교적 작은 센서를 사용하고 있다. 이를 CX 포맷이라고 칭한다, 또한 미러리스 최초로 촬상면 위상차 AF, 콘트라스트 AF를 결합한 ‘어드밴스드 하이브리드 AF 시스템’을 도입했다. 2018년 7월 공식적으로 단종되었다.
니콘 1 V1, 니콘 1 J1, 니콘 1 J2, 니콘 1 V2, 니콘 1 S1, 니콘 1 J3, 니콘 1 J4, 니콘 1 V3 니콘 1 AW1

### 니콘 Z 시리즈
2018년 8월 발표된 니콘의 풀프레임 미러리스 렌즈 교환식 카메라 시스템이다. 이 카메라들을 위해 새로운 니콘 Z 마운트를 도입하였으며, 어댑터를 통해 기존의 니콘 F 마운트 렌즈들 또한 사용할 수 있다. 2019년 10월 니콘은 Z 마운트에 APS-C 센서를 사용하는 카메라 니콘 Z50을 발표하였다. 2020년 7월에 입문자용 풀프레임 카메라 모델 니콘 Z5를 발표하였다.
니콘 Z9, 니콘 Z8, 니콘 Z7, 니콘 Z7II, 니콘 Z6, 니콘 Z6II, 니콘 Z6III, 니콘 Z5, 니콘 Z5II, 니콘 Zf, 니콘 Z50, 니콘 Z50II, 니콘 Z30, 니콘 Zfc

### 펜탁스 Q 시스템
기존의 미러리스들이 DSLR 과 비슷한 센서 크기를 채용한데 비해서 Q와 Q10의 경우 컴팩트 카메라에 쓰이는 1/2.3인치의 센서를 채용했으며 Q7부터는 1/1.7인치의 센서가 쓰인다. 이 특징으로 인해 팬탁스 Q 시스템은 최소형의 미러리스를 구현한다. 2014년 현재 Q 마운트의 잘못된 전략으로 인한 시장성 악화를 겪고 있다. 이와 별개로 K마운트 미러리스 카메라인 K-01을 출시했다.
펜탁스 Q, 펜탁스 K-01(APS-C) 펜탁스 Q10, 펜탁스Q7

## 같이 보기
- 마이크로 포서즈 시스템
- 디지털 일안 반사식 카메라